# Coscinia nikitini
Coscinia nikitini là một loài bướm đêm thuộc phân họ Arctiinae, họ Erebidae.